# Venner Straße 31 (Bonn)

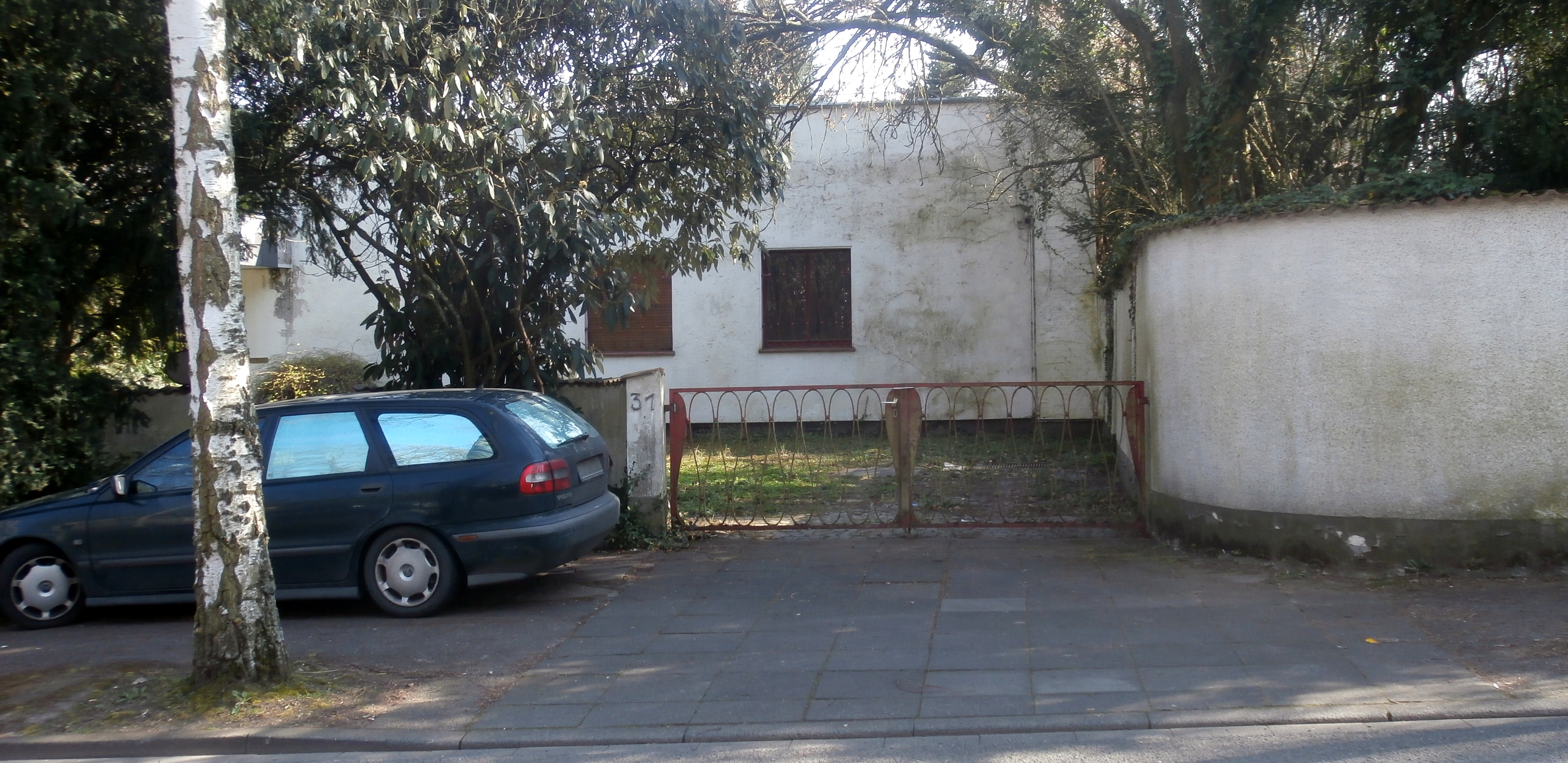
Ehemalige Residenz des russischen Botschafters, Venner Straße 31 (2014)

Das Gebäude Venner Straße 31 ist ein Wohnhaus in Bad Godesberg, einem Stadtbezirk von Bonn, das von 1972 bis 1991 als Residenz des sowjetischen und anschließend bis 1999 des russischen Botschafters in der Bundesrepublik Deutschland diente. Es liegt im Ortsteil Schweinheim an der Venner Straße Ecke Waldstraße mit einem bis zur Axenfeldstraße reichenden Grundstück.

## Geschichte
Das Haus entstand für Alexander Werth, einen Godesberger Unternehmer und CDU-Lokalpolitiker, und seine Frau Helge (Tochter des Unternehmers Hans Ringsdorff) als Eigentümerin des Anwesens. Es war bzw. ist mit Schwimmbad und Sauna ausgestattet. Werth verkaufte das Anwesen im Herbst 1971 für 2,6 Millionen DM an die Sowjetunion, die dort die Residenz ihres Botschafters in der Bundesrepublik Deutschland einrichtete. Ende April 1972 – eine Einzugsfeier fand am 26. April  statt – bezog der seinerzeitige Botschafter Walentin Falin das Haus. Die Kanzlei der Botschaft wurde 1975 auf der nahegelegenen Viktorshöhe angesiedelt. Seit Anfang der 1980er-Jahre wird das Grundstück von einer 2,20 m hohen Betonmauer – entgegen den Vorgaben aus dem Bebauungsplan, der eine Mauerhöhe von nur 80 cm vorsah – abgegrenzt. 1982 wurde ein Esszimmer angebaut. Es ließ sich gemeinsam mit angrenzenden Räumen auch als Konzertsaal nutzen, in dem renommierte Künstler – darunter Swjatoslaw Teofilowitsch Richter – spielten. Die Residenz war mit Leihgaben russischer Museen und Künstler ausgestattet.
Nach der Auflösung der Sowjetunion im Dezember 1991 übernahm die Russische Föderation als Fortsetzerstaat das Anwesen als Residenz ihres Botschafters. Grundbuchmäßige Eigentümerin der Liegenschaft blieb jedoch weiterhin die Sowjetunion, über deren Auslandseigentum die Nachfolgestaaten noch keine von allen Parteien ratifizierte Vereinbarung getroffen haben. Im Zuge der Verlegung des Regierungssitzes nach Berlin zog die russische Botschaft 1999 dorthin um. Auf der Viktorshöhe in Bonn wurde ein Generalkonsulat belassen. Aufgrund der ungeklärten Eigentumsverhältnisse an der vormaligen Residenz des Botschafters stand diese zunächst leer. 2006 zog ein Mitarbeiter des russischen Generalkonsulates in das Haus ein. Für 2016 war der Verkauf der Immobilie geplant (Stand: Oktober 2015), jedoch befindet sich die Immobilie bis heute in einem unveränderten Zustand (Stand: Juli 2019).